# پروانه‌ماهی اشک زرد
پروانه‌ماهی اشک زرد (نام علمی: Chaetodon interruptus) نام یک گونه از سرده پروانه‌ماهی است.